# John Trollope
John Trollope (Wroughton, 14 giugno 1943) è un ex calciatore e allenatore di calcio inglese, di ruolo difensore.

## Biografia
Nasce a Wroughton, città a 5,5 km da Swindon.
Suo figlio Paul divenne anche lui un calciatore professionista, decidendo di giocare per il Galles.

## Caratteristiche tecniche
Era un terzino sinistro.

## Carriera
Bandiera e leggenda dello Swindon Town, con i Robins ha giocato 889 partite (record nello Swindon Town) e ha segnato 28 reti tra campionato e altre competizioni. Vince la prima Coppa Anglo-Italiana nel 1970 riuscendo a sconfiggere due volte la Juventus (4-0 a Swindon, 0-1 a Torino) e per due volte il Napoli: dopo lo 0-1 conquistato a Napoli nella fase a gironi lo Swindon vince il gruppo inglese e ritrova il Napoli in finale dove, sempre in casa dei partenopei, sconfigge la squadra italiana per 0-3.
Dopo aver concluso la sua ventennale carriera, nel 1980 ha deciso di allenare lo Swindon Town, incarico lasciato nel 1983 in coincidenza con la prima retrocessione della squadra in quarta divisione. Tra il 1984 e il 1989 è l'assistente di Lou Macari, per poi dirigere le giovanili dello Swindon Town tra il 1989 e il 1998.

## Palmarès

### Giocatore

#### Competizioni nazionali
- Coppa di Lega inglese: 1

Swindon Town: 1968-1969

#### Competizioni internazionali
- Coppa di Lega Italo-Inglese: 1

Swindon Town: 1969
- Coppa Anglo-Italiana: 1

Swindon Town: 1970